# CSKA 1948 Sofia
Futbołen kłub Centrałen sporten kłub na armijata 1948 (bułg. Футболен клуб Централен спортен клуб на армията 1948) – bułgarski klub piłkarski, mający siedzibę w stolicy kraju, mieście Sofia. Obecnie gra w Pyrwa PFL.

## Historia
Chronologia nazw:
- 19.07.2016: CSKA 1948 (Sofia)

Klub piłkarski CSKA 1948 został założony w miejscowości Sofia 19 lipca 2016, po upadku firmy reprezentującej PFK CSKA Sofia. Wtedy powstała nowa, aby CSKA mógł wziąć udział w nowo powstałej Pierwszej Zawodowej Lidze Piłkarskiej. Niektórzy kibice starego klubu nie uznali tej procedury i postanowili założyć własny klub na spotkaniu w Centralnym Klubie Wojskowym w Sofii. 21 sierpnia 2016 klub zdobył swoje pierwsze trofeum, wygrywając w stawce czterech klubów towarzyski turniej w Kokalan. W finale drużyna pokonała 1:0 Akademik Sofia.
W sezonie 2016/2017 klub debiutował w Obłastna grupa Sofija (grad) – jug. Zespół zwyciężył w grupie południowej Obwodowej ligi Sofii, a potem został mistrzem stolicy czwartej ligi, wygrywając 4:3 z Nadieżdą (Dobrosławci). 7 czerwca 2017 drużyna pokonała w barażach FK Bracigowo 7:6 po rzutach karnych i awansowała do Treta amatiorska futbołna liga (D3). Oprócz tego dotarła do finału Pucharu Amatorskiej Piłkarskiej Ligi Bułgarii.
W sezonie 2017/2018 zespół wygrał jedną z czterech grup trzeciej ligi, zdobywając tytuł południowo-zachodniej grupy i promocję do zawodowej Wtora PFL. Również osiągnął półfinał Pucharu Amatorskiej Piłkarskiej Ligi Bułgarii. Pierwszy sezon na drugim poziomie zakończył na czwartej pozycji, a w następnym sezonie 2019/2020 zajął pierwsze miejsce we Wtora PFL i zdobył historyczny awans do Pyrwa PFL.

## Barwy klubowe, strój
|  |  |

Klub ma barwy czerwono-białe. Zawodnicy domowe spotkania zazwyczaj grają w czerwonych koszulkach, czerwonych spodenkach oraz czerwonych getrach.

## Sukcesy

### Trofea międzynarodowe
Nie uczestniczył w rozgrywkach europejskich (stan na 31-05-2020).

### Trofea krajowe
| \| \| Zdobyte trofea w rozgrywkach Bułgarii (stan na: po zakończeniu sezonu 2022/2023) \| |                                                                                  |      |           |
| Rozgrywki                                                                                 | Osiągnięcie                                                                      | Razy | Sezon(y)  |
| · Mistrzostwo                                                                             | I miejsce                                                                        | 0    |           |
| · Mistrzostwo                                                                             | II miejsce                                                                       | 0    |           |
| · Mistrzostwo                                                                             | III miejsce                                                                      | 1    | 2022/2023 |
| · Mistrzostwo                                                                             | ?.miejsce                                                                        | 1    | 2020/2021 |
| Puchar                                                                                    | zdobywca                                                                         | 0    |           |
| Puchar                                                                                    | finalista                                                                        | 1    | 2022/2023 |
| Puchar                                                                                    | ćwierćfinalista                                                                  | 1    | 2019/2020 |
| II liga                                                                                   | I miejsce                                                                        | 1    | 2019/2020 |
| II liga                                                                                   | II miejsce                                                                       | 0    |           |
| II liga                                                                                   | III miejsce                                                                      | 0    |           |
| Bułgaria                                                                                  | Zdobyte trofea w rozgrywkach Bułgarii (stan na: po zakończeniu sezonu 2022/2023) |      |           |

- Treta amatiorska futbołna liga (D3):
  - mistrz (1x): 2017/2018 (Jugozapadna grupa)

- Obłastna grupa Sofija (grad) (D4):
  - mistrz (2x): 2016/2017 (Sofija - jug), 2016/17 (Sofija -grad)

## Poszczególne sezony

### Rozgrywki międzynarodowe

#### Europejskie puchary
Legenda do wszystkich tabel:
- Q – runda eliminacyjna, 1/16, 1/8, 1/4, 1/2 – odpowiednia faza rozgrywek, Grupa – runda grupowa, 1r gr – pierwsza runda grupowa, 2r gr – druga runda grupowa, F – finał, R – runda, PO – play-off
- k. – rzuty karne, los. – losowanie, Dogr. – dogrywka, w. – zasada bramek strzelonych na wyjeździe

| Sezon   | Rozgrywki               | Runda | Klub                   | Dom | Wyjazd | Ogólnie    |
| ------- | ----------------------- | ----- | ---------------------- | --- | ------ | ---------- |
| 2023/24 | Liga Konferencji Europy | 2Q    | FCSB                   | 0–1 | 2–3    | 2–4        |
| 2024/25 | Liga Konferencji Europy | 2Q    | FK Budućnost Podgorica | 1–0 | 1–1    | 2–1, Dogr. |
| 2024/25 | Liga Konferencji Europy | 3Q    | Pafos                  | 2–1 | 0–4    | 2–5, Dogr. |

### Rozgrywki krajowe
| \| Bułgaria \| Bilans występów klubu w rozgrywkach piłkarskich Bułgarii (Stan na 31 maja 2020 r.) \| \| |                                                                                    |        |       |   |   |   |    |    |     |           |        |        |      |
| Poziom                                                                                                  | Rozgrywki                                                                          | Sezony | Mecze | Z | R | P | B+ | B– | Pkt | Lata      | Awanse | Spadki | Naj. |
| I | Pyrwa PFL                                                                          | 1      |       |   |   |   |    |    |     | od 2020   | 0      | 0      | ?    |
| II | Wtora PFL                                                                          | 2      |       |   |   |   |    |    |     | 2018–2020 | 1      | 0      | 1    |
| III | Treta AFL                                                                          | 1      |       |   |   |   |    |    |     | 2017/18   | 1      | 0      | 1    |
| IV | Obłastna grupa Sofija - grad                                                       | 1      |       |   |   |   |    |    |     | 2016/17   | 1      | 0      | 1    |
| | Puchar Bułgarii                                                                    | 3      |       |   |   |   |    |    |     | od 1953   | 0      | 0      | 1/4  |
| Bułgaria                                                                                                | Bilans występów klubu w rozgrywkach piłkarskich Bułgarii (Stan na 31 maja 2020 r.) |        |       |   |   |   |    |    |     |           |        |        |      |

## Struktura klubu

### Stadion
Od 2021 rozgrywa swoje spotkania domowe na Stadionie Witosza w Bistricy. Wcześniej klub rozgrywał je na Stadionie Narodowym im. Wasiła Lewskiego w Sofii o pojemności 44 000 widzów.

## Kibice i rywalizacja z innymi klubami

### Derby
- Carsko Seło Sofia
- CSKA Sofia
- Lewski Sofia
- Łokomotiw Sofia
- Septemwri Sofia
- Sławia Sofia